# باربرا ليني
باربرا ليني (بالإسبانية: Bárbara Lennie)‏ هي ممثلة إسبانية، ولدت في 20 أبريل 1984 بمدريد في إسبانيا. من الجوائز التي نالتها جائزة جويا لأفضل ممثلة ‏.

## أعمال

### أفلام
- (2011) الجلد الذي أعيش فيه
- (2016) الضيف الخفي[2]
- (2018) الجميع يعرف

### مسلسلات
- إيزابيل

## جوائز
- جائزة جويا لأفضل ممثلة [الإنجليزية]‏

## وصلات خارجية
- باربرا ليني على موقع IMDb (الإنجليزية)
- باربرا ليني على موقع ألو سيني (الفرنسية)
- باربرا ليني على موقع أول موفي (الإنجليزية)
- باربرا ليني على موقع قاعدة بيانات الأفلام السويدية (السويدية)
- باربرا ليني على موقع قاعدة بيانات الفيلم (الإنجليزية)
- باربرا ليني على موقع كينوبويسك (الروسية)